# Ястребиные
Ястреби́ные (лат. Accipitridae) — семейство птиц из отряда ястребообразных.
Встречаются на всех континентах кроме Антарктиды и некоторых океанических островов, наиболее разнообразны и многочисленны в тропиках. Есть виды-космополиты, ареал которых охватывает несколько частей света, островные формы имеют точечный ареал. Встречаются в самых разнообразных типах ландшафтов: лесах, тундрах, степях, пустынях, в горах до высоты 7000 метров над уровнем моря.

## Описание

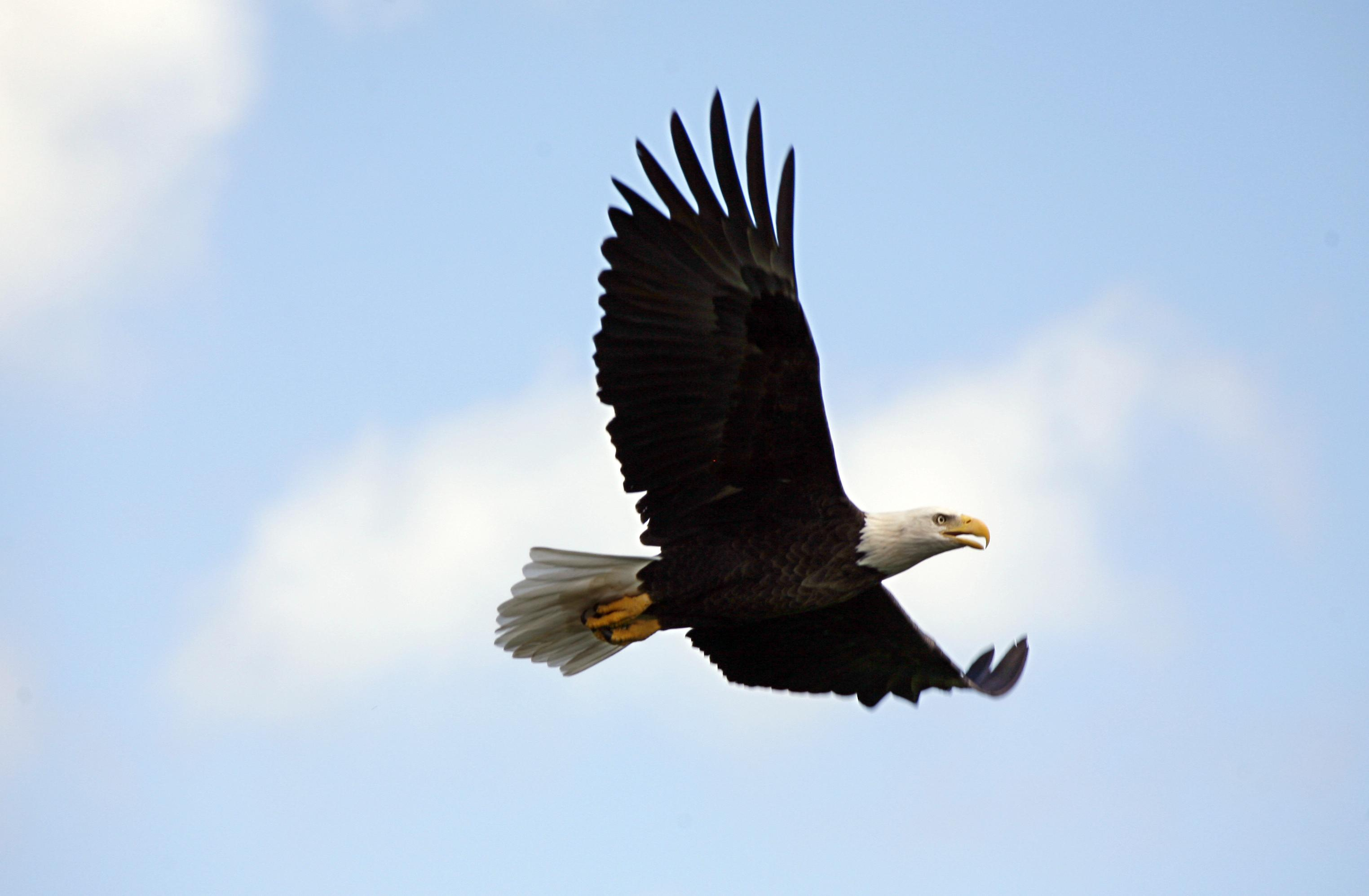
Белоголовый орлан

Типичные хищники с внешним видом орла, канюка, коршуна, ястреба, грифа, с широким диапазоном варьирования морфологических признаков и особенностей образа жизни. Размеры значительно разнообразны.
Голосовые мышцы хорошо развиты, ястребиные могут издавать разнообразные звуки, обычно высокого тембра, хорошо слышимые на большом расстоянии.
Клюв сжат с боков, конёк надклювья ближе к вершине резко изогнут книзу, подклювье же прямое.
Глаза крупные (примерно 1 % массы тела), заметно направленные вперед, что обеспечивает большое поле бинокулярного зрения. Острота зрения превосходит человеческую примерно в 8 раз.
Оперение жесткое, контурные перья с хорошо развитой пуховой частью и побочным стержнем.
Практически все виды плотоядные. Исключение — африканский грифовый орлан, или пальмовый гриф (Gypohierax angolensis) питается преимущественно плодами нескольких видов пальм. Многие виды специализированы. Энтомофагами являются осоеды, мелкие ястребы и дымчатые коршуны, ихтиофагами — орланы, миофагами — многие канюки, «светлые» луни, степной орёл, могильник, герпетофагами — змееяды и орел-скоморох, орнитофагами — крупные ястребы, болотный лунь, падальщиками — грифы. Но большинство — полифаги с широким спектром питания. Способы кормодобывания разнообразны.
Непереваренные остатки пищи — кости, шерсть, перья, хитин — выделяются в виде погадок.

## Классификация
Все ястребиные делятся на несколько подсемейств, в основном по морфологическим признакам. Однако некоторые таксоны в этих группах значительно отклонились от основной массы, и тем не менее они пока занимают своё современное положение, так как ближе всего подпадают под эти группы. Филогенез и систематика ястребиных являются предметом научных споров.
По данным Международного союза орнитологов, в состав семейства входят 75 современных родов, которые принадлежат следующим 14 подсемействам:
- Подсемейство Elaninae — Дымчатые коршуны
  - Род Elanus — Дымчатые коршуны
  - Род Gampsonyx — Коршуны-крошки
  - Род Chelictinia — Африканские дымчатые коршуны
- Подсемейство Polyboroidinae
  - Род Polyboroides — Лунёвые ястребы
- Подсемейство Gypaetinae
  - Род Gypohierax — Пальмовые грифы
  - Род Gypaetus — Ягнятники
  - Род Neophron — Стервятники
- Подсемейство Осоеды (Perninae)
  - Род Eutriorchis — Мадагаскарские змееяды
  - Род Leptodon — Кайенские коршуны
  - Род Chondrohierax — Длинноклювые коршуны
  - Род Pernis — Осоеды
  - Род Elanoides — Вилохвостые коршуны
  - Род Lophoictinia — Чубатые коршуны
  - Род Hamirostra — Черногрудые канюковые коршуны
  - Род Aviceda — Хохлатые коршуны
  - Род Henicopernis — Длиннохвостые осоеды
- Подсемейство Aegypiinae — Грифовые
  - Род Necrosyrtes — Бурые стервятники
  - Род Gyps — Грифы
  - Род Sarcogyps — Индийские ушастые грифы
  - Род Trigonoceps — Африканские белогорлые грифы
  - Род Aegypius — Чёрные грифы
  - Род Torgos — Африканские ушастые грифы
- Подсемейство Circaetinae — Змееяды
  - Род Spilornis — Хохлатые змееяды
  - Род Pithecophaga — Филиппинские гарпии
  - Род Circaetus — Настоящие змееяды
  - Род Dryotriorchis — Конголезские змееяды
  - Род Terathopius — Орлы-скоморохи
- Подсемейство Harpiinae
  - Род Macheiramphus Bonaparte, 1850 — Широкоротые коршуны
  - Род Harpyopsis Salvadori, 1875 — Новогвинейские гарпии
  - Род Morphnus Dumont, 1816 — Гвианские гарпии
  - Род Harpia Vieillot, 1816 — Гарпии
- Подсемейство Aquilinae — Орлиные
  - Род Stephanoaetus — Венценосные орлы
  - Род Nisaetus
  - Род Spizaetus — Хохлатые орлы
  - Род Lophotriorchis — Индийские ястребиные орлы
  - Род Polemaetus — Боевые орлы
  - Род Lophaetus — Гребенчатые орлы
  - Род Ictinaetus — Орлы-яйцееды
  - Род Clanga
  - Род Hieraaetus — Ястребиные орлы
  - Род Aquila — Орлы
- Подсемейство Harpaginae
  - Род Harpagus — Зубчатоклювые коршуны
  - Род Microspizias
    - Microspizias collaris — Полуошейниковый ястреб
    - Microspizias superciliosus — Ястреб-крошка
- Подсемейство Melieraxinae
  - Род Micronisus
  - Род Melierax — Певчие ястребы
  - Род Urotriorchis — Длиннохвостые ястребы
  - Род Erythrotriorchis — Красные ястребы ?
- Подсемейство Lophospizinae
  - Род Lophospiza
- Подсемейство Accipitrinae — Ястребы
  - Род Aerospiza Roberts, 1922
  - Род Tachyspiza Kaup, 1844
  - Род Accipiter — Настоящие ястребы
  - Род Astur Lacépède, 1799
  - Род Megatriorchis — Новогвинейские ястребы
  - Род Kaupifalco — Ящеричные канюки
- Подсемейство Circinae — Луневые
  - Род Circus — Луни
- Подсемейство Milvinae — Коршуны
- Подсемейство Buteoninae
- Род Busarellus — Рыбные канюки
- Род Milvus — Настоящие коршуны
- Род Haliastur — Браминские коршуны
- Род Haliaeetus — Орланы
- Род Icthyophaga — Рыбные орлы, или орланы-рыболовы
- Род Butastur — Ястребиные канюки
- Род Ictinia — Сизые коршуны
- Род Geranospiza
- Род Rostrhamus — Коршуны-слизнееды
- Род Helicolestes
- Род Morphnarchus
  - Вид Morphnarchus princeps — Полосатый пегий канюк
- Род Cryptoleucopteryx
- Род Buteogallus — Крабовые канюки
- Род Rupornis
- Род Parabuteo — Пустынные канюки
- Род Geranoaetus — Орлиные канюки
- Род Pseudastur
- Род Leucopternis — Пегие канюки
- Род Buteo — Настоящие канюки

По данным сайта Paleobiology Database, на октябрь 2020 года в семейство включают следующие вымершие роды (кроме спорных):
- Amplibuteo Campbell, 1979
- Apatosagittarius Feduccia & Voorhies, 1989
- Aquilavus Lambrecht, 1933
- Milvoides Harrison & Walker, 1979
- Neophrontops Miller, 1916
- Palaeastur Wetmore, 1943
- Titanohierax Wetmore, 1937
- Подсемейство Gypaetinae
  - Anchigyps Zhang & Feduccia, 2012
  - Arikarornis Howard, 1966

Вымершие таксоны, на дату последней проверки не зарегистрированные на Paleobiology Database:
- Aviraptor Mayr & Hurum, 2020[4]
- Gigantohierax Arredondo & Arredondo, 2002[5]
- Vinchinavis Tambussi et al., 2020[6]

Спорные вымершие таксоны, включённые в семейство на Paleobiology Database:
- Calohierax Wetmore, 1937[a]
- Necrastur De Vis, 1892[b]
- Palaeolestes DeVis, 1911[c]
- Palaetus Milne-Edwards, 1871[d]
- Proictinia Shufeldt, 1915[b]
- Uroaetus Auct[b]
- Palaetus Milne-Edwards, 1871[b]